# Comuna Sarî, Hadeaci
Sarî (în ucraineană Сари) este o comună în raionul Hadeaci, regiunea Poltava, Ucraina, formată din satele Cervonîi Kut, Donțivșciîna, Kîiivske, Mali Budîșcea, Saranciova Dolîna și Sarî (reședința).

## Demografie
Componența lingvistică a comunei Sarî
     Ucraineană (98,42%)
     Rusă (1,29%)
     Alte limbi (0,24%)
Conform recensământului din 2001, majoritatea populației comunei Sarî era vorbitoare de ucraineană (98,42%), existând în minoritate și vorbitori de rusă (1,29%).